# Reserva nacional Llanquihue
Reserva Nacional Chilena  ubicada en la Provincia de Llanquihue, X Región de Los Lagos, creado en 1912. Tiene una extensión de 33.972 ha y  forma parte de la Reserva de la Biósfera Bosques Templados Lluviosos de los Andes Australes.

## Lugares a visitar
La reserva cuenta con un sendero habilitado desde el sector de Río Blanco, cercano a Lago Chapo, que - hasta la erupción del Volcán Calbuco del año 2015 - permitía ascender hasta la cumbre del volcán en una o dos jornadas de caminata. En la actualidad este sendero se encuentra habilitado solo hasta un refugio de madera construido en los años 80 ubicado a 1200 metros de altura, en los faldeos del Volcán Calbuco. 
Así mismo, existen rutas recreativas en los faldeos que permiten visitar lugares como el Salto Río Blanco y diversos miradores sobre lo que alguna vez fueron aludes volcánicos.
Desde la cumbre se pueden rastrear antiguas huellas no habilitadas, dentro de las cuales destaca la ruta que termina en el sector de Ensenada en la comuna de Puerto Varas.

## Vida silvestre

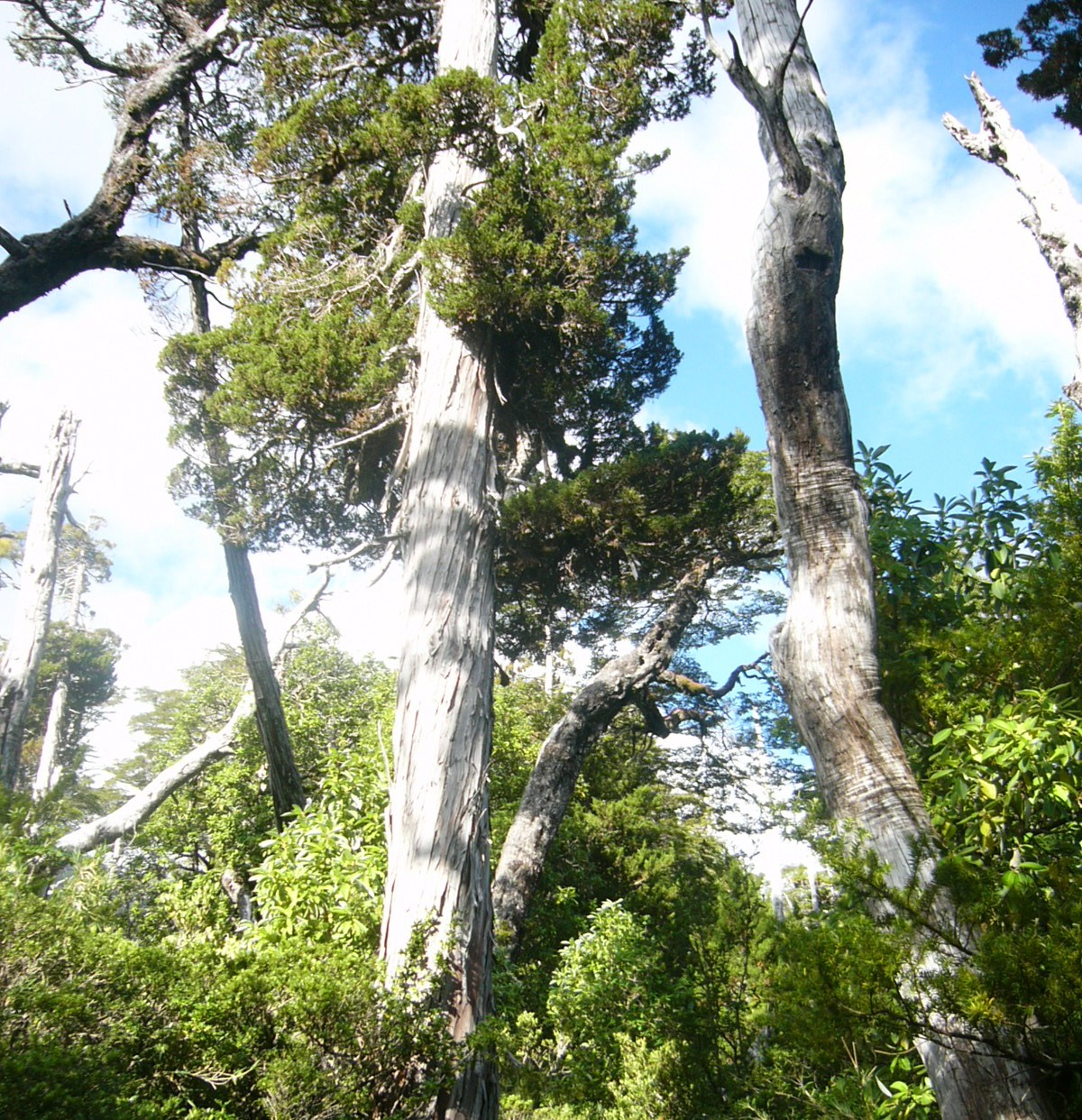
Alerce gigante en las faldas del volcán calbuco, Chile

La vegetación presente en la reserva corresponde al tipo siempreverde, destacando especies como la tepa, mañío, coihue, ulmo, alerce y lenga.
Ente la fauna destacan el cóndor de los Andes, el puma, la guiña, el pudú y los zorro culpeo y zorro chilla.

## Vías de acceso
Su acceso es por el camino a Lago Chapo,  43 km al noreste de Puerto Montt y 8 km al este de Correntoso. 
Durante mucho tiempo y debido a los daños provocados por la erupción del volcán Calbuco de 2015 la reserva permaneció cerrada a los visitantes.

## Visitantes
Esta reserva recibe una pequeña cantidad de visitantes chilenos y extranjeros cada año. No hay datos disponibles para los años 2016 y 2017.
| Año         | 2012  | 2013  | 2014  | 2015  | 2016 | 2017 | 2018 | 2019  | 2020  | 2021  | 2022  | 2023  | 2024  |
| ----------- | ----- | ----- | ----- | ----- | ---- | ---- | ---- | ----- | ----- | ----- | ----- | ----- | ----- |
| chilenos    | 2.504 | 2.647 | 3.517 | 2.690 | -    | -    | 685  | 2.104 | 963   | 2.113 | 3.351 | 3.603 | 7.078 |
| extranjeros | 484   | 594   | 728   | 711   | -    | -    | 34   | 106   | 38    | 0     | 12    | 70    | 552   |
| Total       | 2.988 | 3.241 | 4.245 | 3.401 | -    | -    | 719  | 2.210 | 1.001 | 2.113 | 3.363 | 3.673 | 7.630 |